# Hvítá
O rio Hvítá (em islandês significa "rio branco") é um rio que nasce no lago Hvítárvatn, no glaciar Langjökull, e precorre 40 km até chegar à queda de água de Gullfoss e confluir com o rio Sog, formando o rio Ölfusá. 
A bacia deste rio tem 4 500 km2 e está localizada no condado de Árnessýsla, na região de Suðurland. 
O rio Hvítá tem uma extensão de 145 km.

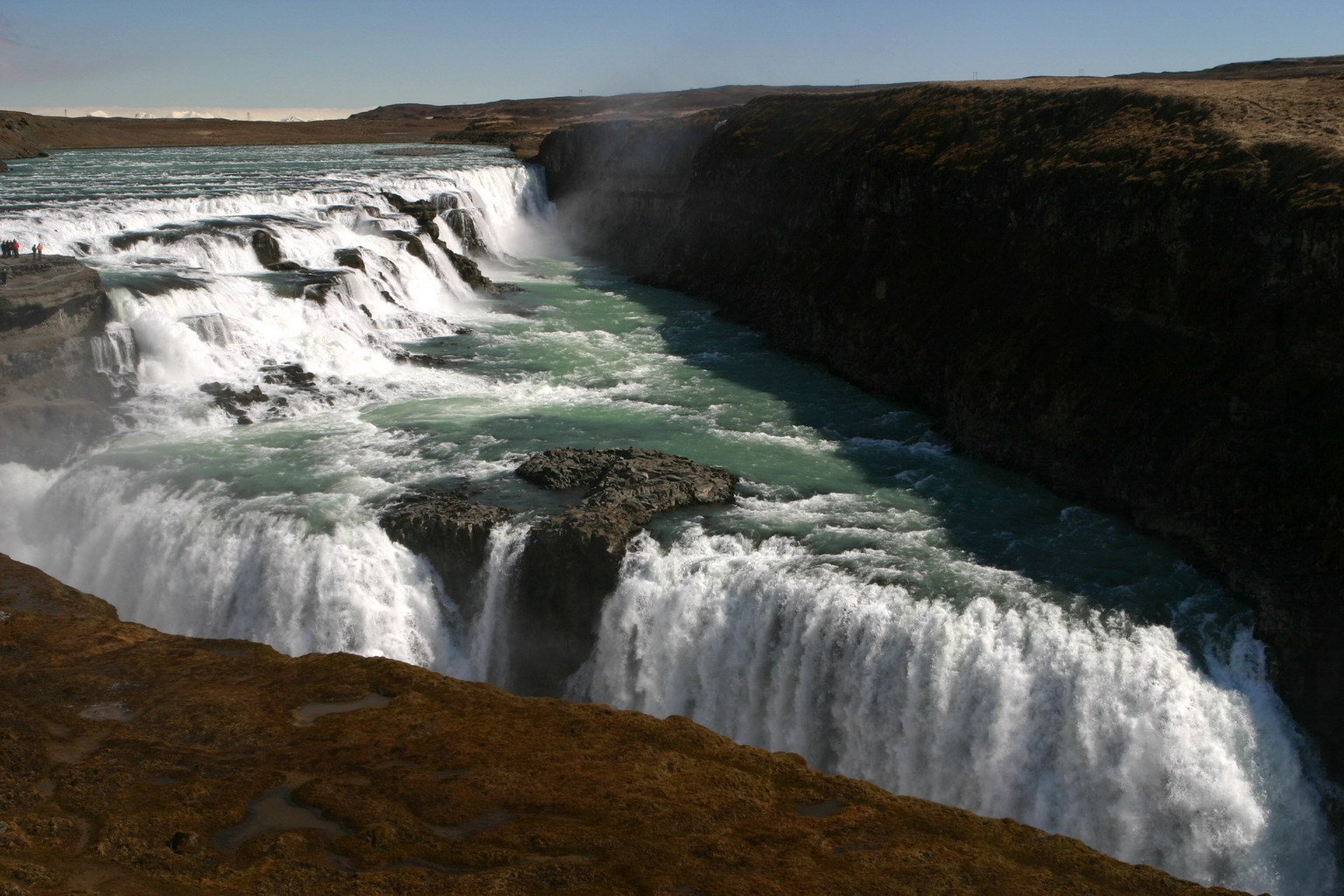
O Rio Hvítá na Queda de Água de Gullfoss